# 諫早市立真城小学校
諫早市立真城小学校（いさはやしりつ しんじょうしょうがっこう）は、長崎県諫早市真崎町にある公立小学校。

## 概要
歴史
1986年（昭和61年）に諫早市立真崎小学校から分離する形で新設された。
学校教育目標
「生きることに喜びを持ち、自ら奉仕し・共に支え合い、自ら考え・共に学び合い、自ら鍛え・共に磨き合う子どもを育てる。」
校章
桜の花弁を背景にして、中央に校名の「真城」の文字（縦書き）を置く。
校歌
作詞は苑田慶治、作曲は山本麗奈による。歌詞は3番まであり、各番に校名の「真城小学校」が登場する。
校区
真崎町、堀の内町、津水町及び白岩町29番 - 58番。 
中学校区は諫早市立真城中学校。

## 沿革
- 1986年（昭和61年）
  - 4月1日 - 諫早市立真崎小学校から分離する形で「諫早市立真城小学校」が新設される。破籠井・中井原・清水谷・真崎本村・真崎団地・津水・白岩北部の児童が転入。
  - 4月7日 - 開校式を挙行。
  - 11月16日 - 校旗・校歌を制定。
- 2015年（平成27年）4月1日 - なのはな学級を新設。

## アクセス
最寄りのバス停
- 県営バス 真崎バス停

## 周辺
- 西諫早ふれあい会館
- 諫早市立真城中学校

## 関連事項
- 長崎県小学校一覧